# ICEfaces
ICEfacesは、オープンソースであり、Ajaxをクライアントサイドコンポーネントとして使用するJavaServer Faces (JSF) の実装の一つである。
RIAアプリケーションをJavaで実装する際に使用される。
ICEfacesでは、JavaScriptや、そのプラグインを使用せず、Javaでクライアントサイドのコーディングを行う。

## アーキテクチャ
ICEfacesにより、開発者はAjaxアプリケーション開発をJavaScriptで行う必要がなくなる。
Javaアプリケーション開発者の技術を増幅させるものであり、Java EE上で使用される。
ICEfacesのリッチプレゼンテーション機能は、JSF標準に基づいており
Ajaxを使用した拡張コンポーネントを補充し、すべての標準コンポーネントを提供している。
ICEfacesは、部分サブミットを提供している。
部分サブミットとは、HTTP Postリクエストでフォーム全体を送信せず、
個々のフィールドのバリデーションを行うために十分なデータのみを送信することを意味している。
また、Ajaxのプッシュ機能を提供している。
プッシュ機能とは、クライアントサイド (JavaScript) からではなく、サーバによって引き起こされる
WebPageのDOMを部分的に更新する独特の機能である。